# Bernardino Butinone
Bernardino Butinone (* um 1436 in Treviglio; † um 1507, ebenda) war ein italienischer Maler der Renaissance.

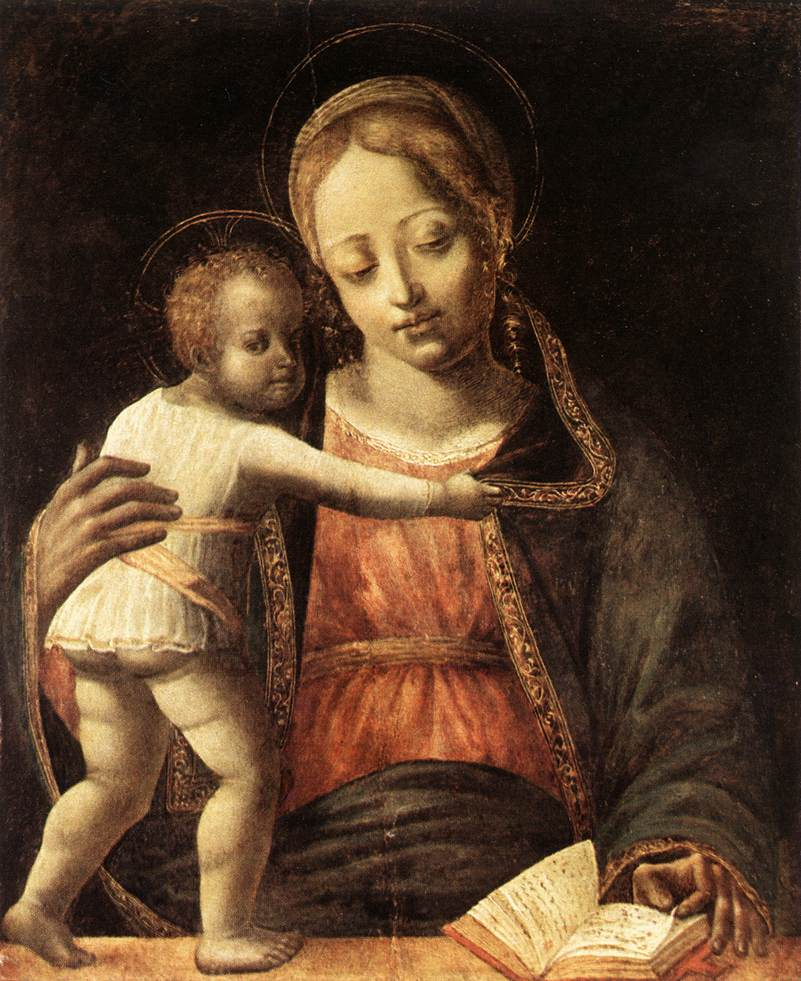
Madonna mit Kind, um 1490, Pinakothek von Brera

Er ist 1484 bis 1507 in Treviglio bei Mailand nachweisbar. Butinone war wahrscheinlich ein Schüler von Vincenzo Foppa wie auch Bernardo Zenale, mit dem er eng zusammenarbeitete.
Zu seinen Hauptwerken gehört die Kreuzigung Bardini in Rom und das Marien-Polyptychon (Maria, heiliger Martin und andere Heilige) in San Martino in Treviglio mit Bernardo Zenale. Ebenfalls mit Zenale führte er die Fresken in der Grifi Kapelle in San Pietro in Gessate in Mailand aus (1491–1493). Das Marien-Polyptychon gilt als eines der Hauptwerke der lombardischen Malerei im 15. Jahrhundert.
Er war Lehrer von Bramantino.

## Galerie

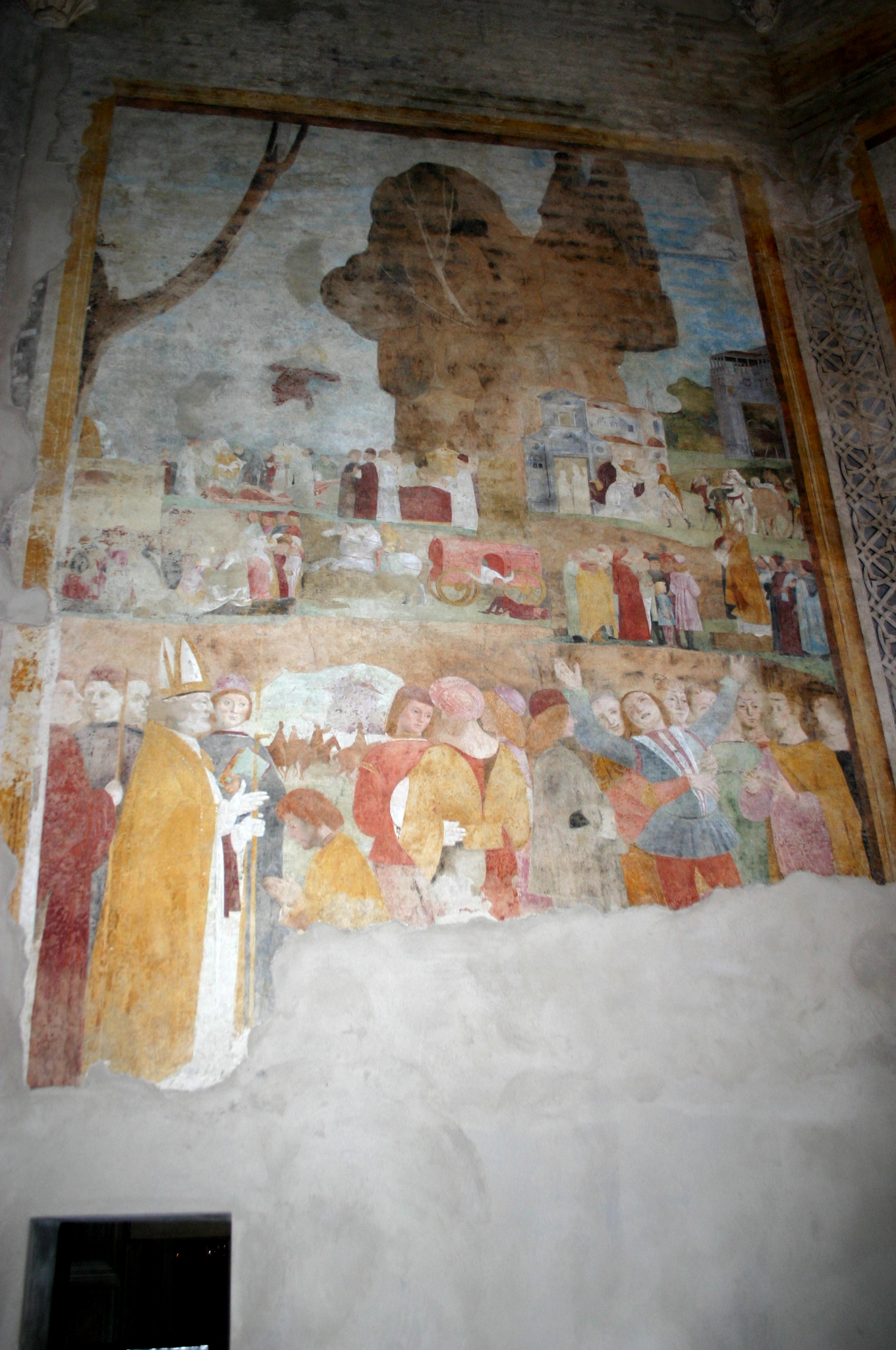
Geschichte des Heiligen Ambrosius, Fresken mit Zenale, 1493, Kapelle Grifo in San Pietro in Gessate, Mailand
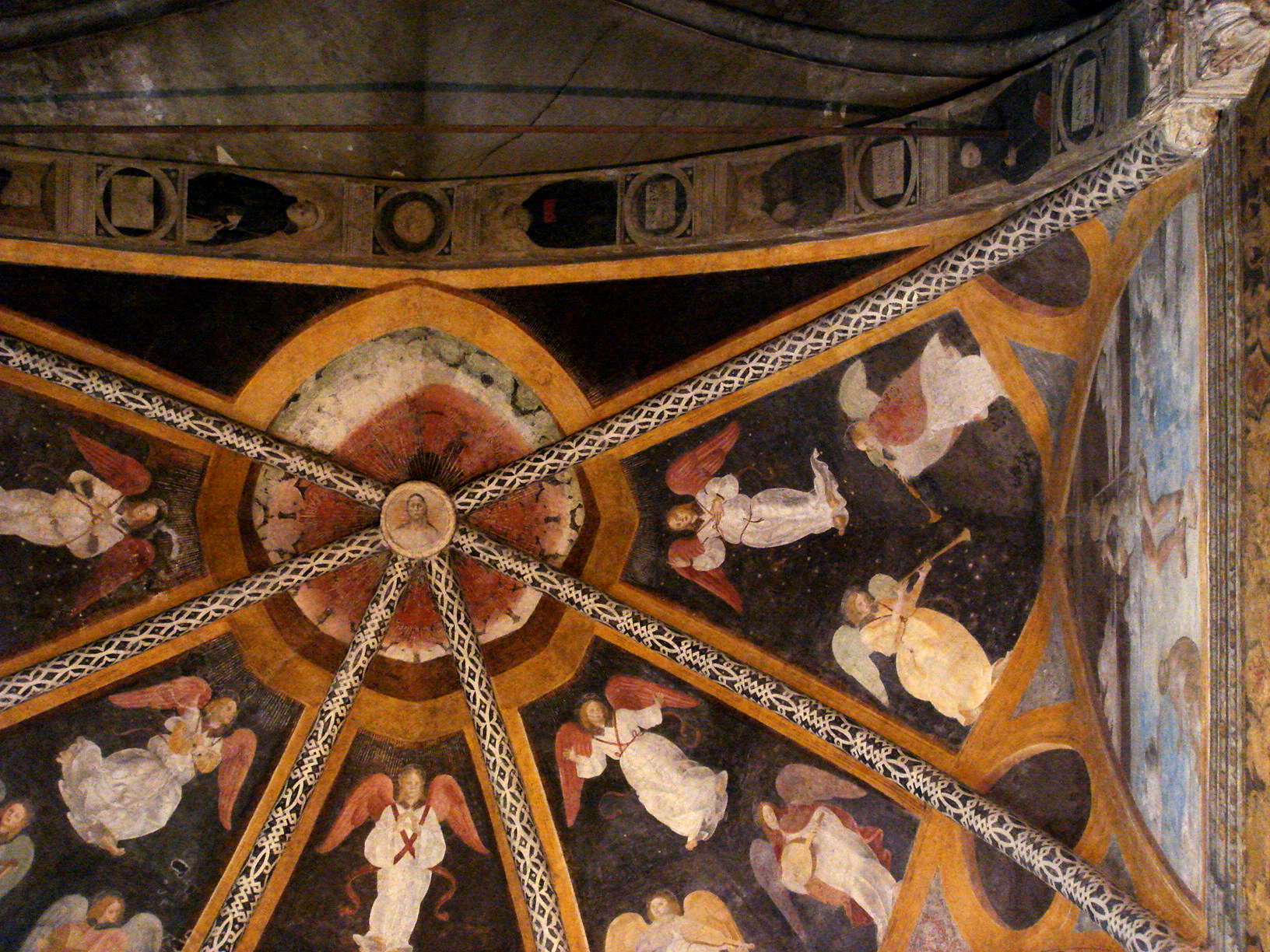
Deckenfresken musizierende Engel, mit Zenale, Kapelle Grifo in San Pietro in Gessate
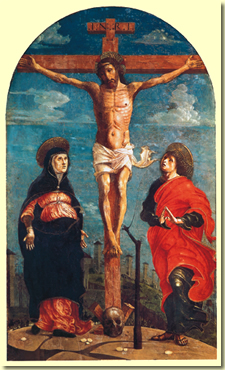
Kreuzigung Bardini, Rom, Galleria Nazionale d´Arte Antica
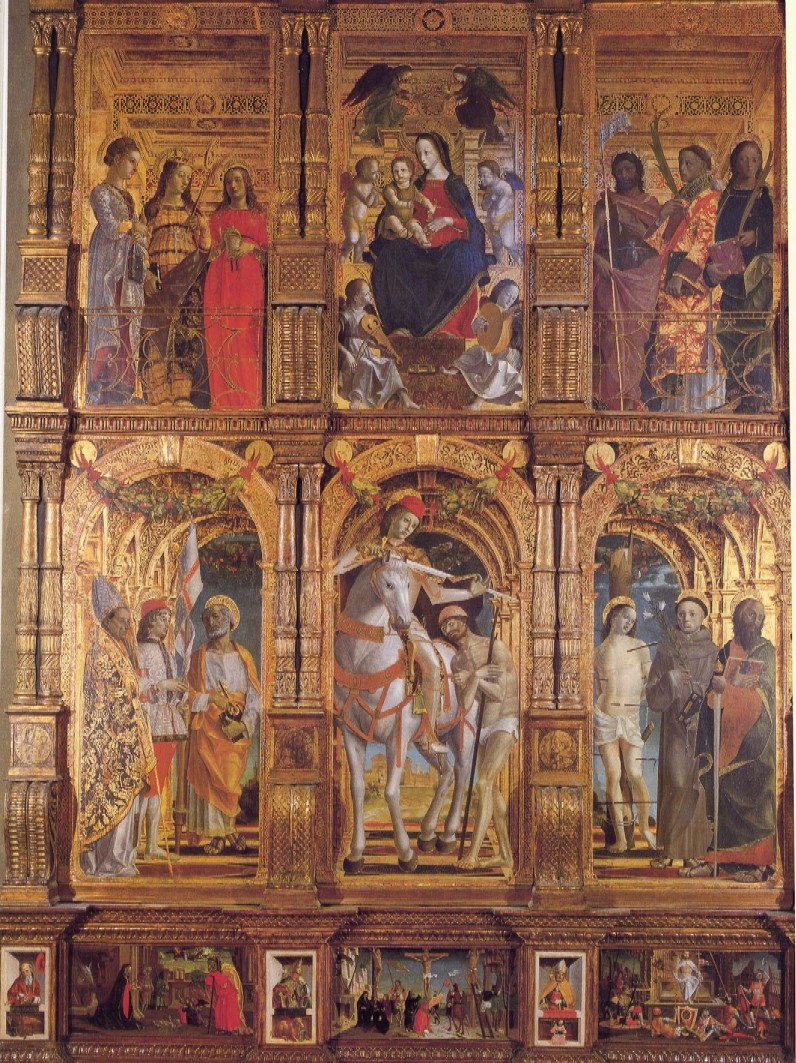
Marien Polyptychon, mit Zenale, um 1500, San Martino in Treviglio
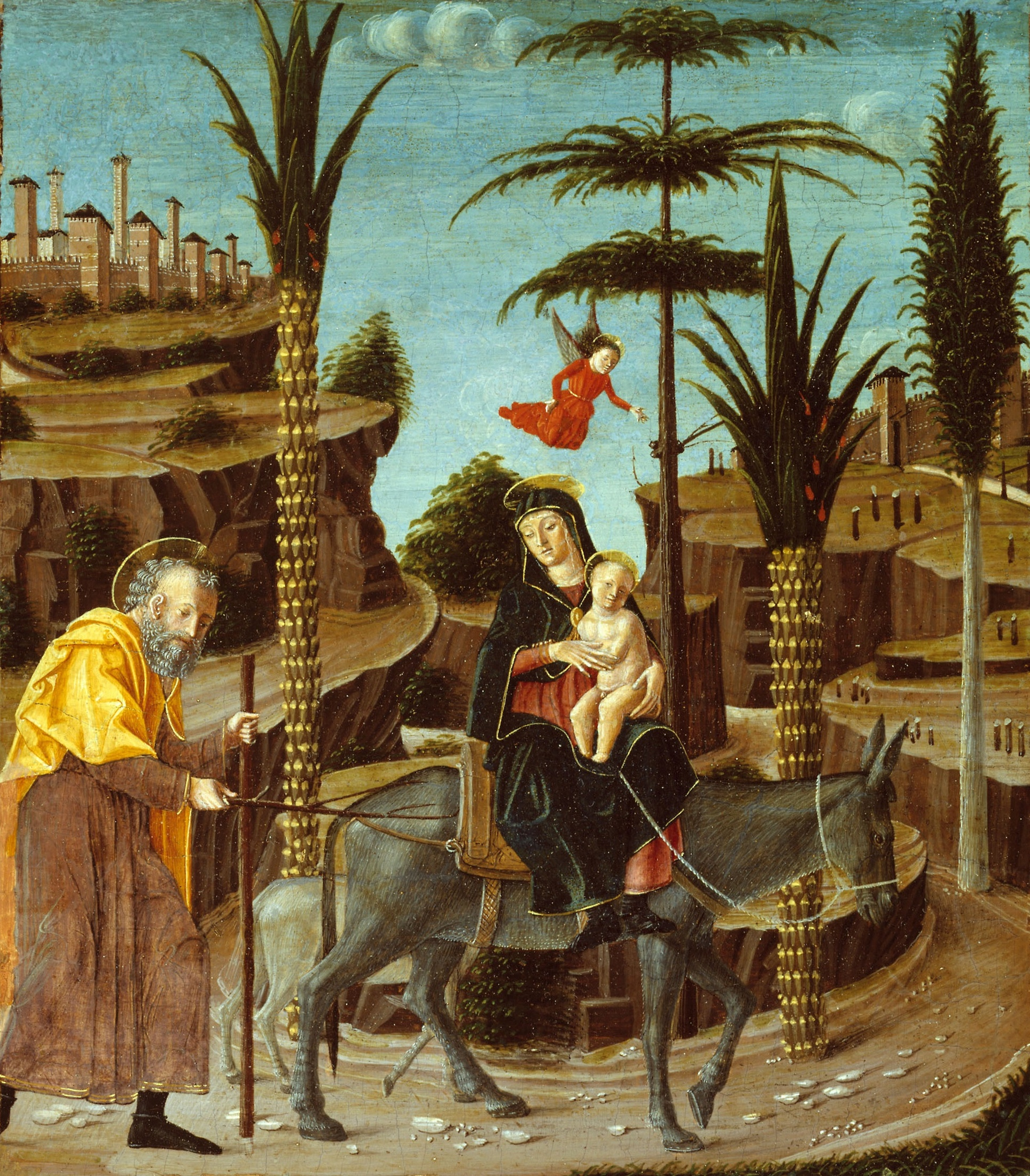
Flucht nach Ägypten, um 1485, Art Institute of Chicago